# Arrondissement Tournon-sur-Rhône
Arrondissement Tournon-sur-Rhône (fr. Arrondissement de Tournon-sur-Rhône) je správní územní jednotka ležící v departementu Ardèche a regionu Rhône-Alpes ve Francii. Člení se dále na 12 kantonů a 126 obcí.

## Kantony
- Annonay-Nord
- Annonay-Sud
- Le Cheylard
- Lamastre
- Saint-Agrève
- Saint-Félicien
- Saint-Martin-de-Valamas
- Saint-Péray
- Satillieu
- Serrières
- Tournon-sur-Rhône
- Vernoux-en-Vivarais